# José Álvarez Baragaño
José Álvarez Baragaño, né le 29 octobre 1932 à Pinar del Río (Cuba) et mort le 31 août 1962 à La Havane, est un poète, essayiste, critique d'art cubain, appartenant au mouvement surréaliste.,

## Biographie
Après des études en sciences sociales, José Álvarez Baragaño rejoint le groupe littéraire "Generación del 50", apparu juste après la Seconde Guerre mondiale, comprenant une vingtaine d'écrivains hispanophones dont Juan Goytisolo ou Juan Marsé. 
Sous la dictature de Fulgencio Batista, il s'exile à Paris (1951-1954), où il rencontre les surréalistes André Breton et Benjamin Péret, qui auront une grande influence sur sa poésie. C'est d'ailleurs à Paris qu'il publiera son premier recueil significatif.
Après la révolution cubaine, à laquelle il participe activement, il fut l'un des premiers adhérents à l'Unión de Escritores y Artistas de Cuba. À partir de 1961, il enseigne l'histoire de l'art et la littérature tout en étant critique d'art pour des quotidiens cubains comme Lunes de Revolución.
Disparu à l'âge de vingt-neuf ans à la suite d'une rupture d'anévrisme cérébral, son œuvre reste méconnue en France.

## Œuvre
- Cambiar de vida (1952), édition bilingue au Soleil Noir, Paris
- El amor original (1955)
- Lam que es, essai sur son ami Wifredo Lam (1957)
- Poesía, revolución del ser (1960)
- Himno a las milicias y sus poemas (1961)
- Poesía color de libertad, anthologie (1977, posthume)

## Sources
- Librairie Compagnie